# Władysław Śmigielski
Władysław Bolesław Śmigielski (ur. 23 czerwca 1937 w Poznaniu, zm. 19 czerwca 1995 tamże) – polski hokeista na trawie, olimpijczyk z Rzymu 1960.
Największe sukcesy odniósł jako reprezentant „Warty”, zdobywając siedmiokrotnie tytuł mistrza Polski na boiskach otwartych (1963, 1967–1971, 1973) i sześciokrotnie w hali (1963, 1967, 1969–1971, 1973).
W reprezentacji narodowej rozegrał 64 spotkania zdobywając 14 bramek.
Na igrzyskach olimpijskich 1960 roku zajął wraz z drużyną 12. miejsce w turnieju hokeja na trawie.
Szkolił młodzież w „Warcie”, a w sezonach 1973/74 i 1975 prowadził także I-ligową „Polonię” Środa Wlkp. Odznaczony m.in. Brązowym Medalem za Wybitne Osiągnięcia Sportowe.